# Eduardo Kaunitz de Holmberg
El barón Eduardo de Holmberg (nacido Eduard Ladislaus Kaunitz von Holmberg, Burg Holmberg, Tirol, 1778 – Buenos Aires, 24 de octubre de 1853) fue un militar y botánico austríaco, que combatió en el bando independentista en la guerra de Independencia Argentina.
Hijo de Eduard Kaunitz von Holmberg y Henrietta von Elzen, Holmberg había cursado sus estudios militares en Prusia entre 1794 y 1795. Sirvió durante las guerras napoleónicas en las tropas del ducado de Berg y posteriormente en las Guardias Valonas de España. Trabó entonces relación con José de San Martín, José Matías Zapiola y Carlos María de Alvear.
Hacia 1812 se trasladó al Río de la Plata en la fragata inglesa George Canning, junto a San Martín, Zapiola y Alvear, atraído por la posibilidad de sumarse a la lucha por la independencia. Su llegada, el 9 de marzo, fue comentada en la Gazeta de Buenos Ayres unos días más tarde:

«A este puerto han llegado, entre otros particulares que conducía la fragata inglesa, el Teniente Coronel de Caballería José de San Martín, Primer Ayudante de Campo del General en Jefe del Ejército de la Isla, marqués de Coupigny; el Capitán de Infantería Francisco Vera; el Alférez de Navío José Zapiola; el Capitán de Milicias Francisco Chilavert; el Alférez de Carabineros Reales, Carlos Alvear y Balbastro; el Subteniente de Infantería Antonio Arellano y el Primer Teniente de Guardias Valonas Eduardo Kailitz, Barón de Holmberg. Estos individuos han venido a ofrecer sus servicios al gobierno y han sido recibidos con la consideración que merecen por los sentimientos que protestan en obsequio de los intereses de la Patria.»

Aficionado a la botánica, traía en su equipaje numerosas colecciones de bulbos de plantas florales que eran desconocidas en la Argentina.
Inmediatamente, el 20 de marzo de 1812, se sumó al Ejército del Norte, con el grado de teniente coronel, comandando la artillería del general Manuel Belgrano. Trabó excelente relación con el patriota y se hizo cargo de la maestranza del ejército, fabricando los primeros cañones y obuses en bronce en cuatro hornillos de barro. Pero el 23 de agosto de 1812 los hornos debieron ser destruidos para evitar que fueran capturados por el enemigo al comenzar el Éxodo Jujeño.
Participó en dos sucesivas victorias contra los realistas, asistiendo al mayor general Eustoquio Díaz Vélez en la Batalla de Las Piedras —el 3 de septiembre de 1812— y luego al propio Belgrano en la batalla de Tucumán —el día 24 de ese mismo mes—, pero las enemistades con otros oficiales hicieron que abandonara el Ejército del Norte después de esta última contienda.
Siguió la guerra contra los realistas en el frente de Montevideo, donde en 1813 fundó la primera compañía de Zapadores del Ejército Argentino.
A comienzos de 1814 se vio involucrado en el inicio de las guerras civiles argentinas cuando el Directorio de las Provincias Unidas del Río de la Plata le encargó la captura de José Gervasio Artigas, pero cayó en la batalla de Espinillo frente a Fernando Otorgués, que respetó su vida y lo liberó finalmente junto a su lugarteniente, Hilarión de la Quintana.
Poco más tarde contrajo matrimonio con Antonia Balbastro, la prima de Alvear; su hijo, Eduardo Wenceslao, seguiría también la carrera militar, siendo ayudante de campo de Juan Lavalle.
Holmberg fue uno de los pioneros de la telegrafía en el país. En 1815 presentó al Cabildo de Buenos Aires el "Plan de un telégrafo para la comunicación de los Pueblos interiores", proyecto mucho más prosaico que el presentado por Santiago Spencer Wilde ese mismo año. Descarta por oneroso el sistema de Chappe y propone: 

«Hacer algunas banderas de 4, ó, 5 colores, algunos anteojos y algunos libritos en que esten pintadas las banderas de señal con sus respectivos colores, y apuntado su correspondiente numero. No soy de aviso de multiplicar demasiado los colores y por consiguiente las banderas, y asi creo que con 4 banderas ó 5 de diferentes colores es suficiente, porque con 4 banderas, tomándolas de una a una, por combinacion de dos a dos, de 3 a 3, y por permutacion o trasposiciones entre las 4 banderas 44 veces, se pueden hacer 38 señales, y aumentando un color o una bandera mas, se pueden hacer 150 señales, tomando las 5 de una a una, por combinacion de dos a dos, de tres a tres, de quatro a quatro, ó por permutacion o trasposicion entre las 5 banderas 120 veces entre si, dan, como he dicho, 150 señales diferentes».

 De noche, se utilizarían globos iluminados utilizando 

«la pirotechnia (que) como todo el mundo sabe, nos enseña claramente el modo de dar a la polvora diferentes colores, á manchar la polvora con ciertas materias. De modo que cuando la polvora se enciende, su explosion ó su llama nos aparece de ciertos colores».

El gobierno de la provincia de Buenos Aires le encomendó en 1821 la construcción de fuertes para tratar de contener el ataque de malones indios en el sur de la frontera.
En 1826 Holmberg luchó en la Guerra del Brasil bajo las órdenes de su antiguo compañero de armas, el general Alvear.
Falleció en Buenos Aires en 1853, poco después del nacimiento de su primer nieto, Eduardo Ladislao, quien sería posteriormente uno de los más grandes naturalistas argentinos.